# 504 (Gran Valparaíso)
El Recorrido 504 (ex línea 14 posteriormente 16B central placeres) es una línea de buses urbanos de la ciudad de Valparaíso. Opera desde el sector de Nueva Aurora pasando también por el sector de Recreo en la comuna de Viña Del Mar hasta el sector de Playa Ancha de la comuna de Valparaíso.
Forma parte de la Unidad 5 del sistema de buses urbanos de la ciudad de Gran Valparaíso, siendo operada por la empresa de Buses central placeres  bajo el.nombre de Buses del Gran Valparaíso S.A.

## Zonas que sirve
|  | Viña Del Mar |
|  | Valparaíso   |

## Recorrido
| - Viña Del Mar - Nueva Aurora - Agua Santa - Del Agua - Habana - Av.Diego Portales - Amunátegui - J.J.Latorre - José Miguel Carrera - Av. Matta - Manuel Rodríguez - Camino Real - Barros Arana - Valparaíso - Barros Arana - Victorino Lastarria - Pelle - Av. España - Av. Argentina - Av. Pedro Montt - Edwards - Av. Brasil - Blanco - Plaza Aduana - Av. Antonio Varas - Av. Altamirano - Caleta El Membrillo - Av. El Parque - Av. Playa Ancha - Av. Quebrada Verde - Pacifico - Explanada - Marchant - Libertad - Juan XXIII | - Valparaíso - Juan XXIII - Ramón Dardignac - Marchant - Explanada - Pacifico - Av. Quebrada Verde - Vista Hermosa - Levarte - Av. Playa Ancha - Av. El Parque - Caleta El Membrillo - Av. Altamirano - Av. Antonio Varas - Plaza Aduana - Cochrane - Esmeralda - Condell - Edwards - Yungay - Av. Argentina - Av. España - Pelle - Victorino Lastarria - Barros Arana - Viña Del Mar - Barros Arana - Camino Real - Manuel Rodriguez - Av. Matta - Amunátegui - Av. Diego Portales - Habana - Del Agua - Agua Santa - Nueva Aurora |